# Charanyca bilinea
Charanyca bilinea är en fjärilsart som beskrevs av Jacob Hübner 1802. Charanyca bilinea ingår i släktet Charanyca och familjen nattflyn. Inga underarter finns listade i Catalogue of Life.